# Marion Legrand
Marion Legrand (1992) es una deportista francesa que compite en duatlón.
Ganó dos medallas en el Campeonato Mundial de Duatlón, en los años 2021 y 2024, y cuatro medallas en el Campeonato Europeo de Duatlón entre los años 2021 y 2024.

## Palmarés internacional
| Campeonato Mundial | Campeonato Mundial     | Campeonato Mundial | Campeonato Mundial |
| Año                | Lugar                  | Medalla            | Prueba             |
| ------------------ | ---------------------- | ------------------ | ------------------ |
| 2021               | Avilés (España)        | Medalla de bronce  | Individual         |
| 2024               | Townsville (Australia) | Medalla de oro     | Individual         |
| Campeonato Europeo |                        |                    |                    |
| Año                | Lugar                  | Medalla            | Prueba             |
| 2021               | Târgu Mureș (Rumania)  | Medalla de plata   | Individual         |
| 2022               | Bilbao (España)        | Medalla de plata   | Individual         |
| 2023               | Caorle (Italia)        | Medalla de oro     | Individual         |
| 2024               | Coímbra (Portugal)     | Medalla de oro     | Individual         |